# Nikolaj Gusarov
Nikolaj Gusarov (russisk: Никола́й Никола́евич Гуса́ров) (født 20. november 1940 i Sevastopol i Sovjetunionen, død 17. april 2022) var en sovjetisk filminstruktør, manuskriptforfatter og skuespiller.

## Filmografi
- Semjon Dezjnjov (Семён Дежнёв, 1983)[1][2]
- Komanda 33 (Команда «33», 1987)